# Record delle Universiadi del nuoto
La seguente è una lista dei tempi più veloci mai nuotati nelle varie edizioni delle Universiadi. Ogni record viene ratificato dalla FISU.
Il nuoto ha fatto parte di ogni edizione delle Universiadi e le competizioni si svolgono sempre in vasca lunga (50 m).
(Dati aggiornati all'edizione di Taipei 2017)

## Vasca lunga (50m)

### Uomini
| Gara                     | Tempo    | +  | Atleta                                                                                                  | Nazionalità | Data           | Edizione | Luogo                  | Ref    |
| ------------------------ | -------- | -- | --- | ----------- | -------------- | -------- | ---------------------- | ------ |
| Stile libero             |          |    | |             |                |          |                        |        |
| 50 m                     | 21"67    |    | Vladimir Morozov                                                                                        | Russia      | 16 luglio 2013 | XXVII    | Kazan', Russia         | [ 1 ]  |
| 100 m                    | 47"62    |    | Vladimir Morozov                                                                                        | Russia      | 14 luglio 2013 | XXVII    | Kazan', Russia         | [ 2 ]  |
| 200 m                    | 1'44"87  | s  | Danila Izotov                                                                                           | Russia      | 15 luglio 2013 | XXVII    | Kazan', Russia         | [ 3 ]  |
| 400 m                    | 3'45"96  |    | Mychajlo Romančuk                                                                                       | Ucraina     | 20 agosto 2017 | XXIX     | Taipei, Taiwan         | [ 4 ]  |
| 800 m                    | 7'45"76  |    | Gregorio Paltrinieri                                                                                    | Italia      | 24 agosto 2017 | XXIX     | Taipei, Taiwan         | [ 5 ]  |
| 1500 m                   | 14'47"75 |    | Gregorio Paltrinieri                                                                                    | Italia      | 22 agosto 2017 | XXIX     | Taipei, Taiwan         | [ 6 ]  |
| Dorso                    |          |    | |             |                |          |                        |        |
| 50 m                     | 24"63    |    | Junya Koga                                                                                              | Giappone    | 8 luglio 2009  | XXV      | Belgrado, Serbia       | [ 7 ]  |
| 100 m                    | 52"60    |    | Ryōsuke Irie                                                                                            | Giappone    | 6 luglio 2009  | XXV      | Belgrado, Serbia       | [ 7 ]  |
| 200 m                    | 1'54"13  |    | Ryōsuke Irie                                                                                            | Giappone    | 10 luglio 2009 | XXV      | Belgrado, Serbia       | [ 7 ]  |
| Rana                     |          |    | |             |                |          |                        |        |
| 50 m                     | 27"06    | b  | Andrea Toniato                                                                                          | Italia      | 8 luglio 2015  | XXVIII   | Gwangju, Corea del Sud | [ 8 ]  |
| 100 m                    | 59"53    |    | Ihor Borysyk                                                                                            | Ucraina     | 6 luglio 2009  | XXV      | Belgrado, Serbia       | [ 7 ]  |
| 200 m                    | 2'08"37  | b  | Andrew Wilson                                                                                           | Stati Uniti | 22 agosto 2017 | XXIX     | Taipei, Taiwan         | [ 9 ]  |
| Farfalla                 |          |    | |             |                |          |                        |        |
| 50 m                     | 22"90    |    | Andrij Hovorov                                                                                          | Ucraina     | 21 agosto 2017 | XXIX     | Taipei, Taiwan         | [ 10 ] |
| 100 m                    | 50"85    | sf | Jason Dunford                                                                                           | Kenya       | 9 luglio 2009  | XXV      | Belgrado, Serbia       | [ 7 ]  |
| 200 m                    | 1'53"90  |    | Nao Horomura                                                                                            | Giappone    | 23 agosto 2017 | XXIX     | Taipei, Taiwan         | [ 11 ] |
| Misti                    |          |    | |             |                |          |                        |        |
| 200 m                    | 1'57"35  |    | Kōsuke Hagino                                                                                           | Giappone    | 22 agosto 2017 | XXIX     | Taipei, Taiwan         | [ 12 ] |
| 400 m                    | 4'11"98  |    | Daiya Seto                                                                                              | Giappone    | 26 agosto 2017 | XXIX     | Taipei, Taiwan         | [ 13 ] |
| Staffette a stile libero |          |    | |             |                |          |                        |        |
| 4x100 m                  | 3'10"88  |    | Andrej Grečin (47"98) Nikita Lobincev (47"92) Vladimir Morozov (47"14) Danila Izotov (47"84)            | Russia      | 10 luglio 2013 | XXVII    | Kazan', Russia         | [ 14 ] |
| 4x200 m                  | 7'05"49  |    | Danila Izotov (1'44"87) Nikita Lobincev (1'46"74) Artem Lobuzov (1'47"50) Alexandr Sukhorukov (1'46"38) | Russia      | 15 luglio 2013 | XXVII    | Kazan', Russia         | [ 3 ]  |
| Staffetta mista          |          |    | |             |                |          |                        |        |
| 4x100 m                  | 3'32"80  |    | Ryōsuke Irie (52"75) Hiromasa Sakimoto (59"63) Shimpei Irie (52"05) Rammaru Harada (48"37)              | Giappone    | 11 luglio 2009 | XXV      | Belgrado, Serbia       | [ 7 ]  |

Legenda:  - Record del mondo

Record non ottenuti in finale: (b) - batteria; (sf) - semifinale; (s) - staffetta prima frazione.

### Donne
| Gara                     | Tempo    | + | Atleta                                                                                                | Nazionalità   | Data           | Edizione | Luogo                  | Ref    |
| ------------------------ | -------- | - | --- | ------------- | -------------- | -------- | ---------------------- | ------ |
| Stile libero             |          |   | |               |                |          |                        |        |
| 50 m                     | 24"48    |   | Aljaksandra Herasimenja                                                                               | Bielorussia   | 16 luglio 2013 | XXVII    | Kazan', Russia         | [ 15 ] |
| 100 m                    | 53"50    |   | Aljaksandra Herasimenja                                                                               | Bielorussia   | 12 luglio 2013 | XXVII    | Kazan', Russia         | [ 16 ] |
| 200 m                    | 1'56"71  |   | Siobhán Haughey                                                                                       | Hong Kong     | 25 agosto 2017 | XXIX     | Taipei, Taiwan         | [ 17 ] |
| 400 m                    | 4'03"96  |   | Sarah Köhler                                                                                          | Germania      | 26 agosto 2017 | XXIX     | Taipei, Taiwan         | [ 18 ] |
| 800 m                    | 8'20"54  |   | Simona Quadarella                                                                                     | Italia        | 25 agosto 2017 | XXIX     | Taipei, Taiwan         | [ 19 ] |
| 1500 m                   | 15'57"90 |   | Simona Quadarella                                                                                     | Italia        | 23 agosto 2017 | XXIX     | Taipei, Taiwan         | [ 20 ] |
| Dorso                    |          |   | |               |                |          |                        |        |
| 50 m                     | 27"89    |   | Anastasija Zueva                                                                                      | Russia        | 15 luglio 2013 | XXVII    | Kazan', Russia         | [ 21 ] |
| 100 m                    | 59"83    |   | Anastasija Zueva                                                                                      | Russia        | 15 luglio 2013 | XXVII    | Kazan', Russia         | [ 22 ] |
| 200 m                    | 2'08"91  |   | Stephanie Proud                                                                                       | Gran Bretagna | 6 luglio 2009  | XXV      | Belgrado, Serbia       | [ 7 ]  |
| Rana                     |          |   | |               |                |          |                        |        |
| 50 m                     | 30"12    |   | Julija Efimova                                                                                        | Russia        | 16 luglio 2013 | XXVII    | Kazan', Russia         | [ 23 ] |
| 100 m                    | 1'05"48  |   | Julija Efimova                                                                                        | Russia        | 12 luglio 2013 | XXVII    | Kazan', Russia         | [ 24 ] |
| 200 m                    | 2'22"32  |   | Rie Kanetō                                                                                            | Giappone      | 9 luglio 2009  | XXV      | Belgrado, Serbia       | [ 7 ]  |
| Farfalla                 |          |   | |               |                |          |                        |        |
| 50 m                     | 25"72    |   | Lu Ying                                                                                               | Cina          | 5 luglio 2015  | XXVIII   | Gwangju, Corea del Sud | [ 25 ] |
| 100 m                    | 57"63    |   | Katerine Savard                                                                                       | Canada        | 14 luglio 2013 | XXVII    | Kazan', Russia         | [ 26 ] |
| 200 m                    | 2'06"83  |   | Audrey Lacroix                                                                                        | Canada        | 14 agosto 2007 | XXIV     | Bangkok, Thailandia    |        |
| Misti                    |          |   | |               |                |          |                        |        |
| 200 m                    | 2'10"03  |   | Yui Ōhashi                                                                                            | Giappone      | 23 agosto 2017 | XXIX     | Taipei, Taiwan         | [ 27 ] |
| 400 m                    | 4'34"40  |   | Yui Ōhashi                                                                                            | Giappone      | 20 agosto 2017 | XXIX     | Taipei, Taiwan         | [ 28 ] |
| Staffette a stile libero |          |   | |               |                |          |                        |        |
| 4x100 m                  | 3'38"12  |   | Abbigail Weitzeil (54"78) Shannon Vreeland (54"34) Madeline Locus (54"95) Lia Neal (54"05)            | Stati Uniti   | 4 luglio 2015  | XXVIII   | Gwangju, Corea del Sud | [ 29 ] |
| 4x200 m                  | 7'53"88  |   | Leah Smith (1'58"50) Hali Flickinger (1'57"77) Chelsea Chenault (1'59"05) Shannon Vreeland (1'58"56)  | Stati Uniti   | 7 luglio 2015  | XXVIII   | Gwangju, Corea del Sud | [ 30 ] |
| Staffetta mista          |          |   | |               |                |          |                        |        |
| 4x100 m                  | 3'58"04  |   | Anastasia Zuyeva (59"88) Julija Efimova (1'05"51) Veronika Popova (58"29) Viktoriya Andreyeva (54"36) | Russia        | 16 luglio 2013 | XXVII    | Kazan', Russia         | [ 31 ] |

Legenda:  - Record del mondo

Record non ottenuti in finale: (b) - batteria; (sf) - semifinale; (s) - staffetta prima frazione.